# Tricia Tanaka halott (Lost)
A Tricia Tanaka halott egy epizód a Lost – Eltűntek  c. televíziós sorozatban.
|  | Alább a cselekmény részletei következnek! |

Az oldalon lévő leírásokat a lost.click.hu készítette.
Az első visszaemlékezésben Hugót kiskorában láthatjuk, kb. 9 évesen. Egy nagy szerszámosládát cipel lefelé a házuk lépcsőjén. Egy kocsit próbál megbütykölni, de az apja arra oktatja, hogy legyen hite. Hugó az apja tanácsára megpróbálja beindítani a verdát, de ahogy sejteni lehetett, a kocsi nem indul be. Hugo szomorúan értesül róla, hogy az apja Las Vegasba indul, és el kell halasztaniuk a Grand Canyon felé tett kirándulásukat. Az öreg búcsúzóul egy csokit ad Hugónak, majd felpattan a motorjára, és elhajt.
A szigeten Hugo éppen Libby sírjánál áll és szomorkodik. Mesélni kezd a túlélők mindennapjairól, és úgy véli, Libby most is hallja. Amikor kijön ide, akkor mindig egy beszédet intéz Libbyhez. Charlie próbál borotválkozni, de Hugo megzavarja.Hugo próbál életet lehelni a fiúba, akit egyfolytában Desmond szavai kísérnek. Charlie elmeséli Hugónak, hogy Des látta, hogy meg fog halni. Hugo egyetért Des véleményével, és szokás szerint magát hibáztatja, hiszen meg van átkozva. Ekkor Vincent rohan ki a dzsungelből, és egy mumifikálódott emberi kéz van a szájában. A kézen van egy slusszkulcs is. A kutya elkezd szaladni, és Hugo utána ered. Charlie ezt a lehetőséget kihagyja, mert fél, hogy talán meghal. Hugo üldözi a kutyát, aki elvezeti a dagit egy kék Dharma kisbuszhoz. Hugó megdöbben a látottakon mégis megörül a lehetőségen.
A következő visszaemlékezésben Hugóval épp riportot készít Tricia Tanaka a frissen szerzett milliók kapcsán. Hugo felvásárolta Mr. Kotkodát, és a volt főnökét alkalmazottként tartja. Hugo nem bizonyul jó riportalanynak, ezért Tricia bemegy az étterembe szétnézni. A semmiből megjelenik egy meteor, és becsapódik az épületbe, ahol Tanaka és az operatőr is tartózkodott. Hugo ismét átélt egy tragédiát, amit a számoknak köszönhet.
A dzsungelben Hugo körülnéz a gaztól benőtt kisbusz körül. Rálel egy hullára is, aki a Dharma alkalmazottja lehetett. A ruháján a Hattyú szimbólum látható. Sun próbálja a férjét tanítgatni az angol nyelvre, de egyelőre sikertelenül. Sun közli a férjével, hogy mától csak angolul fog kommunikálni vele. Nem sokkal később Hurley visszamegy a táborba és elmeséli, hogy talált egy buszt. Megkérdi a többieket, hogy segítene-e valaki beindítani, de a túlélőket nem foglalkoztatja a dolog. Hurley magára marad, viszont felfigyel Jinre, aki egy kukkot sem ért a dologból. Jin, bármi is legyen, Hugóval tart. Sawyer és Kate között úgy néz ki, hogy a románcnak vége. Amikor visszaérnek a táborba mindenki, örömmel fogadja őket, ám még mindig az egymás között elhangzottakon őrlődnek.
A következő visszaemlékezésben Hugo hazaér, és az anyja megkérdezi tőle, mi történt. Hugo elmeséli, hogy az étterembe egy meteor csapódott be, és Tricia meghalt. Hugo szidni kezdi a számokat, de ekkor az anyja pofon vágja. Az édesanyja próbálja elmagyarázni neki, hogy egyáltalán nincs megátkozva, hiszen csak baleset volt. Sőt, próbálja a fiúnak bebizonyítani az állítását, hogy van amikor szerencséje van. Ez a szerencse pedig Hugo apjának hazatérése.
A dzsungelben Hugo és Jin megérkezik a buszhoz. Jin felfigyel a kocsiban tárolt sörre, ami a későbbiekben még jól jöhet. Jin elmutogatja Hugónak, hogy ki kell szedniük a hullát a buszból, majd a járművet vissza kell borítaniuk. Hugó egyből rájött, Jin mit szeretne tudatni vele. Amikor próbálják Roger hulláját kiemelni az utastérből, a múmiának leszakad a feje. A parton Charlie odamegy Desmondhoz és megtudakolja, hogy mikor és miként fog meghalni. Des a lehető legjobb módon próbálja leszerelni a fiút. Hiszen aminek meg kell történnie, az meg is fog történni, és ezen senki sem változtathat. Senki sem kerülheti el a sorsát. A csevejüket Sawyer zavarja meg, aki a cuccait keresi. Hamar kiderül, hogy Des, Charlie és Hugo rámolták ki az éléskamráját. Sawyer elindul Hurley nyomába, hogy kiderítse, ki nyúlta le a holmijait, ám amikor rátalál a dagira, megpillantja a buszt. Hurley azonnal a nyakába borul, hiszen azt hitte, soha nem látja élve Sawyert. Hugo úgy véli, mostanában pozitív jelek mutatkoznak meg. Hugo beavatja Sawyert, hogyha segít nekik beindítani a buszukat, akkor a jutalma egy-két doboz sör lehet. Sawyernek se kell kétszer mondani, és a kifosztott éléskamráról is hamar megfeledkezik.
A parton Kate próbál segítséget szerezni, hogy megmentse a dokit. Mivel Sayid és John kételkedik, így Kate egyedül indul el a dzsungelbe felkutatni Rousseau-t.
A következő visszaemlékezésben Hugo a családjával ebédel, de nincs beszélgetős kedvében. Valamiért nem csípi, hogy a faterja 17 év után felbukkant. Véleménye szerint csak a pénzért jött vissza. Egy vita alakul ki az asztalnál, és végül Hugo úgy dönt, hogy csak egyféleképpen szabadulhat meg az átoktól, mégpedig ha eldobja magától a pénzt, és mindazt a vagyont, amit belőle vásárolt. Másrészt pedig meg akar szabadulni az apjától. Az anyja ekkor felhívja a figyelmét, hogy mutassa meg az apjának, hogy mit tárol a garázsban. Tehát kimennek a garázshoz, ahol ismét feltűnik az a Camaro, amit 17 évvel korábban próbált Hugo megbütykölni.
A dzsungelben Jin, Sawyer és Hugo helyrebillentik a kisbuszt és azonnal birtokba veszik. Amíg, Jin és Hugo a motorházat vizsgálják, addig Sawyer nekiesik a sörnek. Jin közli Hugóval, hogy nincs esély, hogy megjavítsa a motort. Hugo nem adja fel, és megpróbálja a lehetetlent. Beszáll a buszba és a slusszkulccsal megpróbálja beindítani a járművet, de mindhiába. A belé vetett hit nem lett elég.
A következő visszaemlékezésben Hugót az apja ébreszti. Arra kéri a fiát, hogy menjenek el és próbálják az átkot megszüntetni. Egy jósnőhöz mennek el, de ezt Hugo örültségnek tartja. Viszont amikor a nő elkezd mesélni a Hugo életében megtörtént eseményekről, akkor a dagi meglepődik. A jósnő túlságosan is jól ismeri Hugót, és ez a daginak is szemet szúr. A nőnek felajánl 10.000 dollárt, ha elmondja az igazat. A nő bevallja, hogy Hugo apja kérte meg rá, hogy ezeket mondja.
A dzsungelben Sawyer próbálja Jint angolul tanítani és a koreai egyre jobb. Hugo gondolkodik valamin. Amikor Sawyer megdobja egy doboz sörrel, a doboz legurul a lejtőn. Hugónak bevillan egy ötlet. Hurley azonnal felkeresi Charlie-t és egy pofon kíséretében meggyőzi, hogy nézzen szembe a halállal. Hugó ötlete az, hogy a kisbusszal leguruljanak a lejtős dombon. Ugye tudjuk, Hurley átkozott és a körülötte lévő embereknek mindig baja esik. Charlie pedig Des szerint rajta van a halál listáján. Tehát együtt megkísérelhetnek szerencsét kicsikarni, vagy valamelyikőjüket elérheti a halál. Hugo és Charlie visszamegy a buszhoz és a dagi megkéri Sawyeréket, hogy lökjék meg a buszt.
A következő visszaemlékezésben Hugo összecsomagol, mert mennie kell Sydneybe. Az apja igazából nem akarta lebeszélni, csak közölte a fiával hogy szabaduljon meg a pénztől. Természetesen hagyjon minimális összeget magának, amiből helyrehozhatja a Camarót. Hugo elengedi a füle mellett az apja szavait. Viszont az apja megígéri, hogy ha Hugo visszatér, akkor ő itt fogja várni.
Amikor Charlie és Hugo beszálltak a buszba, Sawyeréknek köszönhetően elkezd gurulni a lejtőn. A rizikó csak annyi, hogyha a busz nem indul, akkor felkenődnek egy sziklára. Charlie a guruló járműben kezd bepánikolni, hogy meghalnak és kezd menekülni, de az egyik pillanatban a busz motorja beindul. Hugo az utolsó pillanatban fordítja el a kormányt, és így sikerül kikerülniük a sziklát. Az átok ezúttal elkerülte Hugót, és Charlie is életben maradt. Jin és Sawyer lefut a völgybe, és ők is beülnek a buszba. Együtt köröznek a sík füves vidéken. Este felé a társaság nagy része visszatér a táborba. Jin meglepi a feleségét egy virággal, Charlie élménybeszámolót tart Claire-nek, Sawyer pedig nyeli a sört. Hugo végre örülhet annak, hogy a sok tragédia közt a saját akaratából szert tehetett egy kis szerencsére. A dzsungelben Kate továbbra próbál Rousseau nyomára akadni, de helyette csak Johnba és Sayidba botlik. Sayidék felajánlják a segítségüket a lánynak, de ekkor több lövés dörren el. Kate leinti a társait, és előhívja Rousseau-t a dzsungelből. Kate megpróbálja rávenni Rousseau-t, hogy legyen a segítségére. El kell menniük a Többiek táborába a dokiért, és csak Rousseau ismeri a terepet. Rousseau nem hajlik a kérésre egészen addig, ameddig Kate el nem mondja neki, hogy a lánya segített megszöknie a Többiek fogságából.
|  | Itt a vége a cselekmény részletezésének! |